# Penisola Adare
La penisola Adare è una penisola di situata nella Terra Vittoria, in Antartide. In particolare, la penisola, che raggiunge una lunghezza in direzione nord/sud di circa 60 km, estendosi da capo Adare (considerato un sito storico antartico), a nord, a capo Roget, a sud, è situata sulla costa di Borchgrevink, proprio di fronte all'estremità orientale dei monti dell'Ammiragliato a cui è collegata da una stretta cresta montuosa, ed è delimitata, a ovest, dalla baia di Robertson, a est, dal Mare di Ross, e, a sud, dalla baia di Moubray.
La penisola è stata formata da una sovrapposizione di vulcani a scudo; l'utilizzo del metodo di datazione al potassio-argo sulle rocce basaltiche che compongono la penisola ha rivelato che la loro formazione dovrebbe risalire a un periodo che va dai 6 ai 13 milioni di anni, mentre altri campioni sono stati datati a 1,14 milioni di anni fa.
La penisola Adare raggiunge un'altezza di 1800 m s.l.m. e le sue coste sono piuttosto uniformi, lungo di esse, infatti, si registra la presenza solo di poche baie e insenature, per la maggior parte occupate da ghiacciai, come il Warning, sul lato occidentale della penisola.

## Storia
La penisola Adare è stata scoperta nel febbraio 1841 dal capitano James Clark Ross. Essa è poi stata mappata interamente per la prima volta dallo United States Geological Survey grazie a fotografie scattate dalla marina militare statunitense (USN) durante ricognizioni aeree e terrestri effettuate nel periodo 1960-62, e così battezzata da membri della spedizione neozelandese di ricognizione geologica in Antartide svolta nel 1957-58, in associazione con il famoso capo Adare, a sua volta così chiamato dal capitano Ross in onore dell'amico Edwin Wyndham-Quin, III conte di Dunraven e Mount-Earl e visconte di Adare.